# Viola hossei
Viola hossei är en violväxtart som beskrevs av Wilhelm Becker. Viola hossei ingår i släktet violer, och familjen violväxter. Inga underarter finns listade i Catalogue of Life.